# Kollo (département)
Pour les articles homonymes, voir Kollo (homonymie).
Kollo est un département de l'ouest du Niger, situé dans la région de Tillabéri.

## Géographie

### Administration
Kollo est un département de 10 002 km² de la région de Tillabéri.

Son chef-lieu est Kollo.
Son territoire se décompose en:
- Communes urbaines : Kollo.
- Communes rurales : Bitinkodji (Saga Fondo), Dantchandou, Hamdallaye, Karma, Kirtachi, Kouré, Liboré, N’Dounga, Namaro, Youri (Kourtéré).

### Situation
Le département de Kollo est entouré par :
- au nord : les départements de Tillabéri, Ouallam et Filingué,
- à l'est : la région de Dosso (département de Boboye),
- à l'ouest : le département de Say, la Communauté Urbaine de Niamey, et le département de Téra.

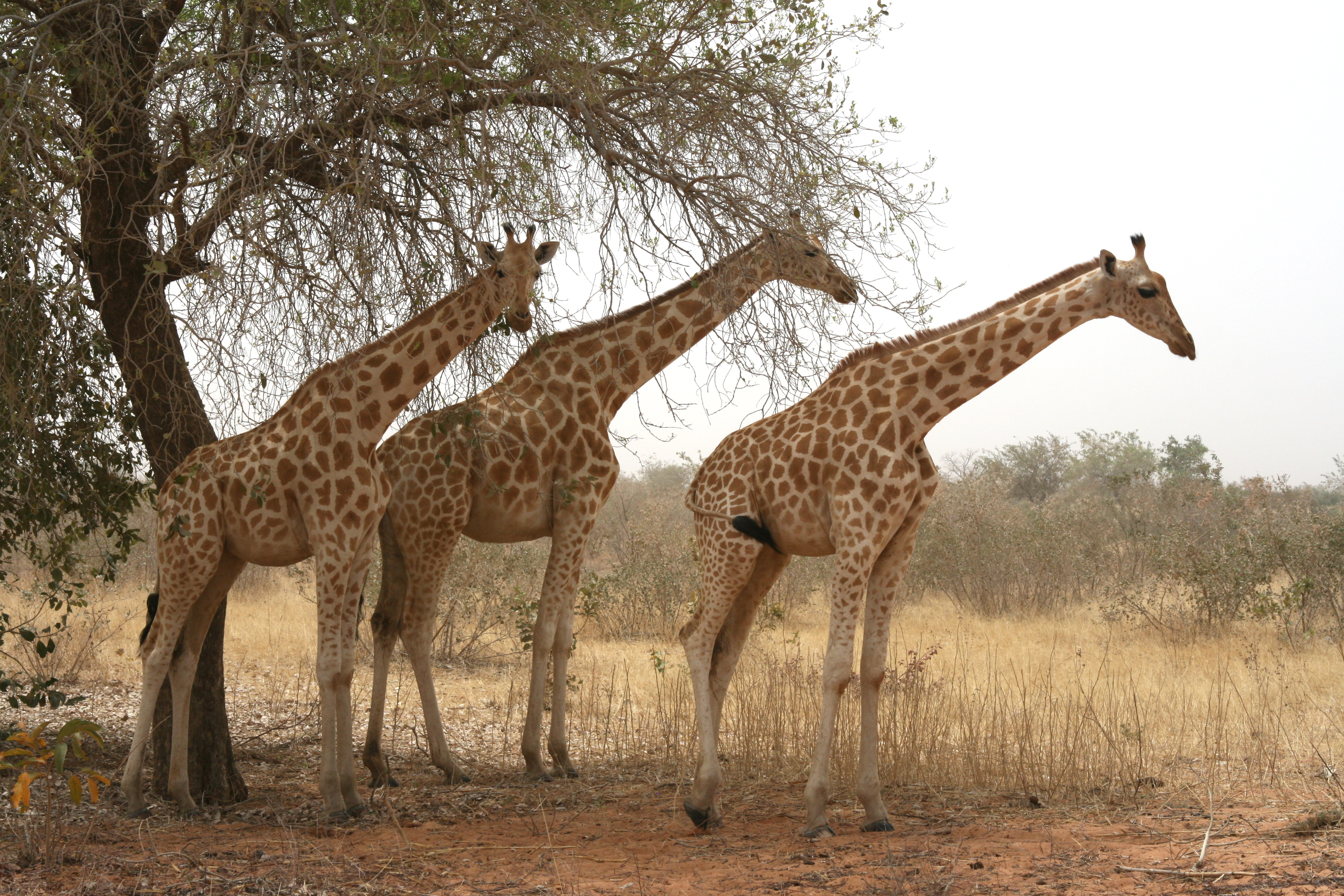
Girafes à Kouré

### Relief et environnement du département de kollo
Le département est bordé à l'ouest par le fleuve Niger.

## Population
La population est estimée à 443 371 habitants en 2011